# Antischall

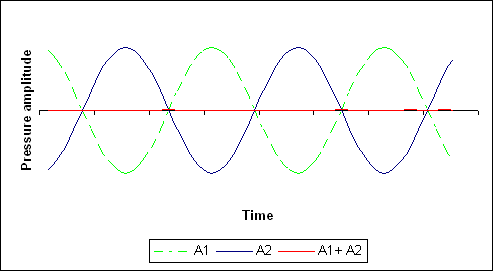
Das Grundprinzip der aktiven Lärmkompensation ist das gezielte Herbeiführen einer destruktiven Interferenz.

Unter Antischall (auch Gegenschall, aktive Geräuschunterdrückung oder aktive Lärmunterdrückung, englisch active noise reduction [ANR] oder active noise cancellation [ANC]) versteht man umgangssprachlich Schall, der künstlich erzeugt wird, um mittels destruktiver Interferenz Schall auszulöschen. Dazu wird ein Gegensignal erzeugt, das dem des störenden Schalls entspricht, aber entgegengesetzte Polarität hat.

## Energieerhaltung
Es sind zwei unterschiedliche Problemstellungen zu unterscheiden:
- Strahlt eine Geräuschquelle Schall ab, versucht man durch „Gegenschall“ von einem anderen Ort aus zu erreichen, dass durch destruktive Interferenz die resultierende Amplitude (und damit die Schallenergie) in einem begrenzten Raumbereich geringer wird. In benachbarten Bereichen steigt dagegen die Schallenergie, da an keiner Stelle Energie absorbiert, sondern lediglich kontrolliert umverteilt wird. Es ist bisher nicht gelungen, ein mehrere Wellenlängen großes Volumen insgesamt zu beruhigen. Erfolgreich war bisher nur die aktive Schalldämpfung in Rohren, in denen die Schallwellen eher linear verlaufen.
- In einem ausreichend kleinen abgeschlossenen Bereich mit Abmessungen kleiner als λ/4 (wie zwischen Ohr und Kopfhörer) wirkt die Membran des Kopfhörers wie eine verschiebbare Wand, die für etwa konstanten Gesamtdruck sorgt (siehe auch Akustischer Kurzschluss). Davon zu unterscheiden ist die Schalldämmung, bei der auftreffender Schall in Wärmeenergie umgewandelt wird. Auf diese Weise wird nur die Reflexion verhindert.

## Anwendungen

### Kopfhörer
Bei Kopfhörern mit aktiver Geräuschunterdrückung wird mit einem eingebauten Mikrofon das Umgebungsgeräusch gemessen und hieraus mit Hilfe der akustischen Übertragungsfunktion des Kopfhörers der Anteil berechnet, der am Ohr noch verbleiben würde. Für diesen Teil wird dann zur Kompensation ein gegenpoliges Signal im Kopfhörer erzeugt. Am Trommelfell treffen der Schall von außen und das Signal aus dem Hörer als Schall zusammen. Der Schalldruckpegel wird deutlich verringert. Zusätzlich kann auch ein Nutzschall (Sprache, Musik) über den Kopfhörer wiedergegeben werden.
Auch Kopfhörer mit aktiven Geräuschreduzierungssystemen können Störgeräusche nicht komplett eliminieren. Zum einen besitzt jeder Mensch eine andere innere und äußere Ohrform, so dass nur eine genaue Anpassung im Labor eine komplette Neutralisation erlauben würde. Zum anderen überträgt auch der Schädelknochen Schall zum Trommelfell („Knochenschall“); dieser Anteil kann mit Gegenschall nicht beeinflusst werden.

#### Gegenschall dämpft niedrige Frequenzen
Gegenschall ist besonders zur Dämpfung tiefer Frequenzen geeignet, bei denen Wellenlängen groß im Vergleich zu den Abmessungen des Kopfhörers sind. Nur hier weist der Schall über die gesamte Fläche des Kopfhörers eine ähnliche Phase auf, so dass er durch ein gegenphasiges Signal vollständig gedämpft werden kann. Bei hohen Frequenzen zeigt dieses Verfahren wenig Wirkung, da dann unterschiedliche Phasenlagen auf der Kopfhöreroberfläche auftreten und diese auch noch abhängig von der Einfallsrichtung des Schalls werden. Im Extremfall kann es bei hohen Frequenzen auch zu punktweiser Verstärkung des Schalls kommen.
Die hohen Frequenzen werden von einem dicht sitzenden geschlossenem Bügelkopfhörer oder durch die Abdichtung des Gehörgangs durch einen Ohrstöpsel-Kopfhörer gut gedämpft. Der Gegenschall wird dann eingesetzt, um die mangelnde Dämpfung eines Kopfhörers bei tiefen Frequenzen zu verbessern.

#### Geschichte
Anlass zur Entwicklung solcher Kopfhörer war der Bedarf nach Lärmschutz für Piloten. ANR-Headsets können in der Luftfahrt – etwa für Hubschrauberpiloten – eingesetzt werden, um eine möglichst ermüdungsfreie Umgebung zu gewährleisten. Das Rotorgeräusch enthält extrem starke tieffrequente Anteile, die über einen Kopfhörer nur wenig gedämpft werden. Auf Grund des Maskierungseffekts werden hierdurch auch höherfrequente Signale, die zur Sprachkommunikation erforderlich sind, verdeckt, so dass die Lautstärke der Kopfhörer sehr stark angehoben werden muss, um die Flugsicherung überhaupt noch verstehen zu können. Werden nun über dieses Verfahren die tieffrequenten Rotorgeräusche gedämpft, kann die Kommunikationslautstärke der Kopfhörer wesentlich gesenkt werden.

#### Kopfhörer für Verbraucher
Als sich aktive Geräuschunterdrückung in der Luftfahrt etabliert hatte und die Entwicklungskosten beglichen waren, fand die Technik auch bei Kopfhörern für Verbraucher ihren Platz. Zuerst wurden dabei ohrumschließende – und weniger ohraufliegende – Bügel-Kopfhörer vermarktet, da diese bereits durch ihre Bauweise eine merkliche Reduzierung der mittel- und hochfrequenten Umgebungsgeräusche liefern. Durch den Einsatz von niederfrequentem Antischall können störende Motorengeräusche oder das Dröhnen von Flugzeugturbinen effektiv ausgelöscht werden.
Seit einigen Jahren gibt es aber auch immer mehr In-Ear-Kopfhörer und True-Wireless-In-Ear-Kopfhörer, die Antischall nutzen. Diese Kopfhörer sind deutlich kleiner und handlicher als Over-Ear-Kopfhörer und lassen sich somit einfacher transportieren. Stand 2023 hat sich die Technik soweit verbessert, dass selbst kleine In-Ear-Kopfhörer eine ebenbürtige Lärmreduktion erreichen, wie die großen Over-Ear-Bügelkopfhörer.
ANR-Kopfhörer benötigen im Gegensatz zu passiven Kopfhörern eine eigene Spannungsversorgung, meist einen Lithium-Akku, selten eine AAA-Batterie. Da dieser in einem Schnurloskopfhörer ohnehin vorhanden ist, sind ANC-Kopfhörer für Verbraucher meistens Schnurloskopfhörer.

### Beschallungstechnik
In der Beschallungstechnik wird aktive Schallunterdrückung z. B. bei Großveranstaltungen verwendet, da die für derartige Veranstaltungen ausgelegten Subwoofer bei entsprechend tiefen Tönen sehr starke Vibrationen verursachen. In diesem Anwendungsfall wird ein Lautsprecher in die entgegengesetzte Richtung der anderen Lautsprecher (meistens Bühne) ausgerichtet, der dann prozessorgesteuert ein Antischall-Signal erzeugt, um somit die Schallbelastung in einem bestimmten Bereich zu vermindern.

### Kraftfahrzeuge

#### Innenraumdämpfung
1992 wurde mit dem Nissan Bluebird ein erstes Serienfahrzeug mit aktiver Lärmunterdrückung vorgestellt, die den Passagierraum „beruhigt“. Etwa zwanzig Jahre später zog die Technik bei vielen Herstellern in den Oberklassemodellen ein, z. B. bei Audi A8, Honda Legend, Buick, Cadillac, Chevrolet, Infiniti, Jaguar, Land Rover. Bekannte Zulieferer sind Harman/Kardon (Samsung) mit HALOsonic und Silentium aus Israel.

#### Aktiver Abgasschalldämpfer
Neue mit Antischall arbeitende Schalldämpfer sind technisch in der Lage, den Schall von Autos gegenüber klassischen Schalldämpfern um bis zu 20 dB zu senken. Eine Pegelreduzierung um 20 dB empfindet der Mensch als eine Reduzierung der Lautheit auf ein Viertel.
Die elektronischen Gegenschalldämpfer sind kleiner und leichter als klassische Schalldämpfer. Der reduzierte Abgasgegendruck steigert die Leistung oder reduziert den Kraftstoffverbrauch und damit den CO2-Ausstoß. Bei aktuellen Fahrzeugen wird der Abgasgegendruck jedoch maßgeblich durch Abgasreinigungssysteme wie Partikelfilter und nicht mehr durch den Schalldämpfer verursacht.

### Anderes
Das Antischall-Prinzip wird in Verbindung mit herkömmlichen Schalldämpfern in Kanälen und Rohrleitungen zur Dämpfung tiefer Frequenzen bei kleinem Bauraum eingesetzt. Herkömmliche (passive) Schalldämpfer benötigen große Volumina, um auch bei tiefen Frequenzen noch wirksam zu sein.
An weiteren Anwendungen wird oder wurde geforscht, so z. B.
- zur Dämmung von Flugzeugtriebwerken[5],
- zur Minderung des Schallpegels in Flugzeugen (De Havilland DHC-8, SAAB 340B+, SAAB 2000, Raytheon Beech King Air 350, Raytheon Beech 1900D, Raytheon Beech King Air 90, 200, 300 und Twin Commander)[6],
- zur Veränderung des Klangs von Automotoren[7],
- zur Minderung des tieffrequenten Brummens von Netztransformatoren in Umspannstationen,
- zur Verbesserung der Schalldämmung bei Fenstern,
- zur Schaffung von Zonen der Ruhe in Großraumbüros,
- zur Bekämpfung hoher Schallpegel bei Druckmaschinen,
- zur Reduktion der Lärmbelastung in Kernspintomographen[8],
- zur Unterdrückung von stehenden Wellen in quaderförmigen Räumen, die bei der Musik- oder Filmtonwiedergabe auftreten, siehe Double Bass Array,
- zur Reduktion der Lärmbelastung in Motorradhelmen.

Bei fast allen Anwendungen kann eine ähnliche Wirkung mit geringeren Kosten und ohne weitere Energiezufuhr auf anderem Weg erreicht werden. Deshalb ist die Anwendung in der Regel auf spezielle Einsatzfälle beschränkt.

## Ähnliche Verfahren
Ein ähnliches Verfahren wird bei der Hochspannungs-Gleichstrom-Übertragungsleitung Baltic Cable verwendet, um hochfrequente Störsignale, die beim Stromrichterbetrieb entstehen, zu unterdrücken.